# 奥山由之
奧山由之（日语：／ Yoshiyuki Okuyama，1991年1月23日—） 是一位日本摄影师、创意工作者，生於东京。毕业于庆应义塾大学法务研究科，曾獲得第34屆新宇宙攝影優秀獎以及第47屆講談社出版文化攝影獎。目前所屬的畫廊是「Taka Ishii Gallery」，所屬的經紀公司是「band」。
妻子是美食散文家平野紗紀子。弟弟是電影導演奧山大史。

## 个人作品展
- 2012 Girl (Raum1F)
- 2015 NEW FASHION PHOTOGRAPHY (VACANT, 东京)
- 2016 THE NEW STORY（东京邮报）
- 2016 培根冰淇淋 (Parco Museum, Tokyo)
- 2017 呼唤，回声（Gallery916，东京）
- 2017 你的选择知道你的权利（REDOKURO，东京）
- 2017 你居住的城市（表参道Hills Space O，东京）
- 2019 白光 (Canon Gallery S, 东京)

## 出版著作
- 2012《Girl》（2012.11 PLANCTON）[4]
- 2015《march》（自费出版）
- 2015《THE NEW STORY》（自费出版）
- 2015《BACON ICE CREAM》（Parco）
- 2017《君の住む街》（Space Shower Books）
- 2017《As the Call, So the Echo》（赤々舎）[5]
- 2018《POCARI SWEAT》（青幻舎）
- 2018《Los Angeles / San Francisco》（UNION）
- 2019《Girl》（BOOTLEG）

## 電影作品
- 2024年—『長椅小情歌』（アット・ザ・ベンチ） - 導演・脚本・編集・企画・製作[注 1][6]
- 2025年公開予定—『秒速5公分』 - 導演[7]

## 備註
1. ↑  出演：廣瀨鈴・仲野太賀・岸井雪乃・岡山天音・荒川良良・今田美櫻・森七菜・草彅剛・吉岡里帆・神木隆之介 脚本：生方美久・蓮見翔・根本宗子・奥山由之

## 腳註

### 外部來源
- 奧山由之 （页面存档备份，存于）
- 日本新生代全方位影像創作者｜奧山由之 Yoshiyuki Okuyama —— 捕捉生活中的絕對美感 （页面存档备份，存于）